# 271 г. пр.н.е.
271 (двеста седемдесет и първа) година преди новата ера (пр.н.е.) е година от доюлианския (Помпилийски) римски календар.

## Събития

### В Римската република
- Консули са Кезо Квинкций Клавд и Луций Генуций Клепсина.
- Консулът Генуций е изпратена по молба на жителите на Региум, за да се справи с разбунтувалия се гарнизон от римски наемници, които плячкосват района.[1]

### В Гърция
- В Атина е приет декрет, който отдава почит на Демохар като спасител на демокрацията и осъжда олигархичната класа като промакедонска.[2]

### В Египет
- Първата сирийска война между птолемейски Египет на Птолемей II и Арсиноя II и царството на селевкидите на Антиох I завършва с победа за египетския цар.

## Родени
- Арат от Сикион, древногръцки пълководец и държавник, оглавявал Ахейския съюз (умрял 213 г. пр.н.е.)

## Починали
- Марк Валерий Корв, римски политик от патрицианската фамилия Валерии и народен герой (роден 371 г. пр.н.е.)